# Buritizal
Buritizal es un municipio brasilero del estado de São Paulo. Se localiza a una latitud 20° 11′ 28″ sur y a una longitud 47º42'30" oeste, estando a una altitud de 855 metros. Su población estimada en 2010 era de 4055 habitantes.
El municipio de Buritizal posee una calidad de vida muy elevada debido al clima, a los servicios de saneamiento básico, salud y Educación. La ciudad tuvo uno de los mejores planeamentos urbanos del Brasil. 
En el municipio se encuentra instalada una gran destilería, la Usina Buritis, que emplea buena parte de la población de la ciudad y propicia al gobierno municipal una cantidad considerable en ICMS.
Posee un área de 266,3 km².

## Historia
El municipio de Buritizal fue fundado en 1 de mayo de 1873, por Manoel Días Cardoso, Manoel Martins Ferreira Costa, José Ignácio dos Santos y Juán Damásio Ramos.
Mudó su denominación de Buritys a Buritizal por el Decreto de la Ley n.º 4354 del 30 de noviembre de 1944 puesto en ejecución el día 1 de enero de 1945.
Su nombre es una alusión en las varias palmeras Buriti (Mauritia flexuosa) existentes en las veredas del municipio.

## Geografía

### Demografía
Población total: 3.674
- Urbana: 2.903
- Rural: 771
- Hombres: 1.870
- Mujeres: 1.804

Densidad demográfica (hab./km²): 13,80
Mortalidad infantil hasta 1 año (por mil): 15,41
Expectativa de vida (años): 71,46
Tasa de fertilidad (hijos por mujer): 2,15
Tasa de alfabetización: 91,07%
Índice de Desarrollo Humano (IDH-M): 0,777
- IDH-M Salario: 0,696
- IDH-M Longevidad: 0,774
- IDH-M Educación: 0,862

(Fuente: IPEAFecha)

### Hidrografía
- Arroyo de la Bandera
- Arroyo Puente Nueva
- Arroyo del Pari
- Río Buritis

### Carreteras
- SP-330

## Administración
- Prefecto: Agliberto Gonçalves (2009/2012)
- Viceprefecto:Jaime Furtado
- Presidente de la cámara:Rogerio Garcia De la Silveira (2009/2012)